# Guerra delle Toyota
La guerra delle Toyota è il nome con cui è conosciuta l'ultima fase della guerra libico-ciadiana, che ebbe luogo nel 1987 nel Ciad settentrionale e al confine tra Libia e Ciad.
La guerra deve il suo nome ai pick-up e ai fuoristrada prodotti dalla casa automobilistica giapponese Toyota (Hilux e Land Cruiser), utilizzati in maniera massiccia per gli spostamenti delle truppe ciadiane durante i combattimenti contro i libici. La guerra del 1987 si rivelò una pesante sconfitta per la Libia, che secondo fonti statunitensi perse un decimo del proprio esercito, con la morte di 7 500 soldati e la distruzione o la cattura di attrezzature militari per un valore di 1,5 miliardi di dollari. Le perdite del Ciad ammontarono a 1 000 caduti.

## Storia

### Lo scoppio
Il conflitto tra i due stati ebbe inizio nel giugno 1983 con l'occupazione libica del Ciad settentrionale, quando il leader libico Muʿammar Gheddafi, che rifiutava di riconoscere la legittimità del presidente del Ciad Hissène Habré, fornì un aiuto militare al tentativo del Governo Transitorio di Unità Nazionale (GUNT) all'opposizione di deporre Habré. Il piano fu sventato dall'intervento della Francia che, prima con l'Operazione Manta e in seguito con l'Operazione Sparviero, limitò l'espansione libica a nord del 16º parallelo, nella zona più desertica e scarsamente abitata del Ciad.

### La ribellione delGUNT
Nel settembre 1986 il GUNT si ribellò contro Gheddafi, privando la Libia della maggiore fonte di legittimazione per la propria presenza militare in Ciad. Vedendo l'occasione di unificare il Ciad dietro di sé, Habré a dicembre ordinò alle proprie forze di oltrepassare il 16º parallelo per unirsi ai ribelli del GUNT (che stavano combattendo i libici nel Tibesti). Alcune settimane dopo, maggiori forze investirono Fada, distruggendo la locale guarnigione libica. In tre mesi, combinando i metodi della guerriglia e la guerra convenzionale in una strategia comune, Habré fu in grado di recuperare quasi interamente il Ciad settentrionale, e nei mesi successivi inflisse nuove sconfitte ai libici.

### L'epilogo e la fine
Nel settembre 1987, dopo che le forze ciadiane erano riuscite a riprendere Aozou e ad entrare in territorio libico (3 - 4 settembre) - dove distrussero una base aerea nemica - fu firmato un cessate il fuoco che mise fine al conflitto. Il cessate il fuoco lasciò aperta la questione sulla disputa della striscia di Aouzou che, nel 1994, fu infine assegnata al Ciad dalla Corte internazionale di giustizia.